# Vladimirci
Vladimirci (serbocroata cirílico: Владимирци) es un municipio y pueblo de Serbia perteneciente al distrito de Mačva del oeste del país.
En 2011 tenía 17 462 habitantes, de los cuales 1662 vivían en el pueblo y el resto en las 28 pedanías del municipio. La mayoría de la población se compone étnicamente de serbios (16 799 habitantes), existiendo una minoría de gitanos (181 habitantes).
Se ubica unos 15 km al sur de Šabac.

## Pedanías
Junto con Vladimirci, pertenecen al municipio las siguientes pedanías:
- Belotić
- Beljin
- Bobovik
- Vlasenica
- Vukošić
- Vučevica
- Debrc
- Dragojevac
- Zvezd
- Jazovnik
- Jalovik
- Kaona
- Kozarica
- Krnić
- Krnule
- Kujavica
- Lojanice
- Matijevac
- Mesarci
- Mehovine
- Mrovska
- Novo Selo
- Pejinović
- Provo
- Riđake
- Skupljen
- Suvo Selo
- Trbušac